# Touraine Fil vert
Touraine Fil Vert, parfois appelée Fil Vert, est l'ancien nom du réseau de transport interurbain du département d'Indre-et-Loire en région Centre-Val de Loire. Depuis le 1er septembre 2017, le réseau a disparu au profit du Réseau de mobilité interurbaine, abrégé en Rémi à la suite de la reprise de la compétence des transports interurbains par la région.

## Historique

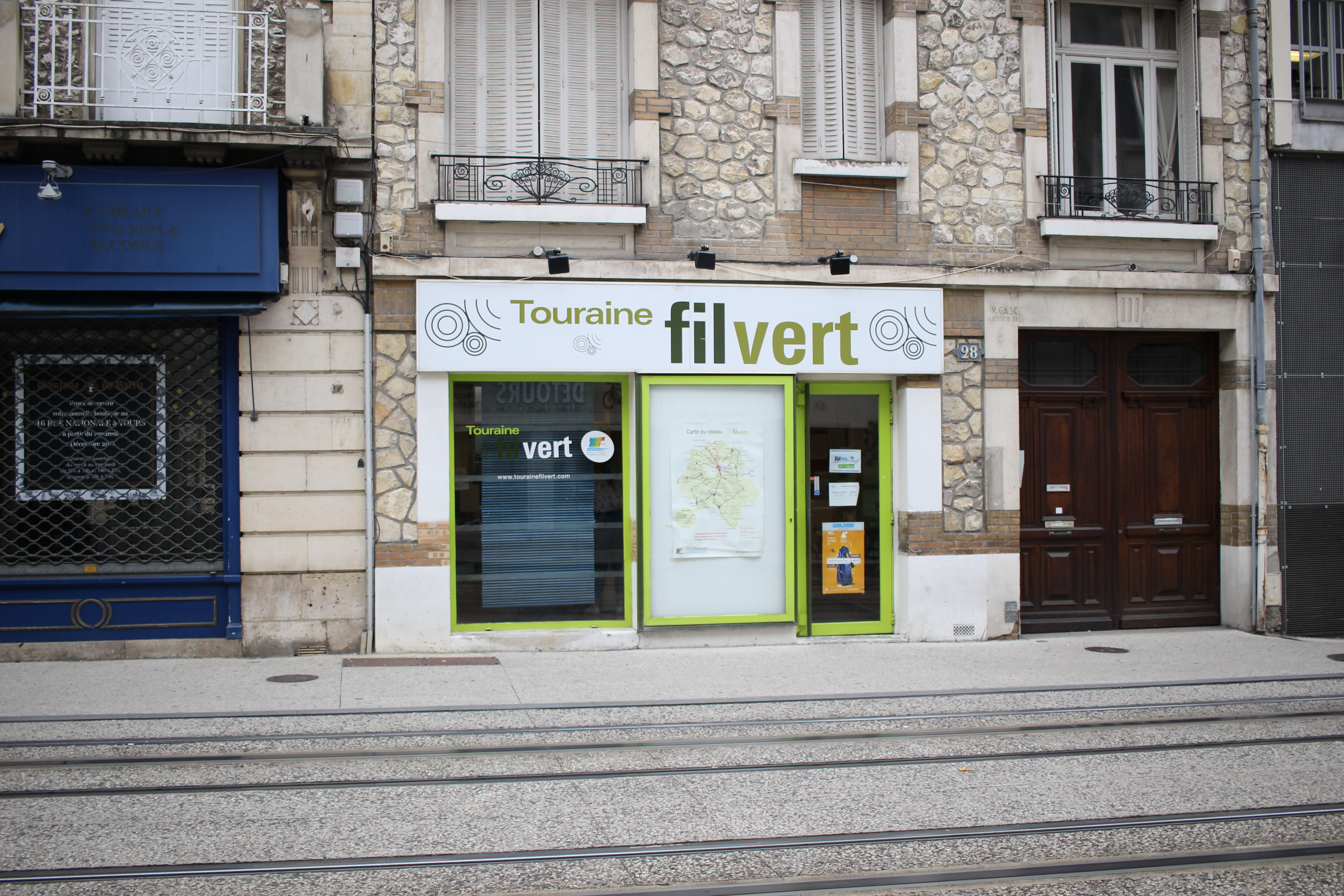
L'agence commerciale Fil vert à Tours.

Dans les années soixante, le réseau Fil vert n'existait pas en tant que tel, mais il y avait deux principaux opérateurs d'autocars dans le département :
- la STAO (Société des Transports Automobiles de l'Ouest), du groupe Verney
- Les Rapides de Touraine

Ces deux compagnies assuraient chacune des relations au sein du département et vers les grandes villes des départements limitrophes.
Peu de chevauchement entre les différentes lignes des deux sociétés était constaté, l'ensemble des lignes avaient pour départ la Gare Routière située à peu près au même endroit qu'aujourd'hui.
En 1964, Les Rapides de Touraine avait une flotte de près de quarante bus et de neuf petits autobus.
La livrée des autocars était jaune avec une ceinture noire sur le flanc de l'autocar.
Exemple de relation, dans les années soixante :
- Lignes de la STAO :
  - Ligne 1 : Le Mans, La Chatre, Tours ;
  - Ligne 7 : Tours, Montbazon, Sainte-Maure ;
  - Ligne 13bis : Richelieu, Chinon ;
- Lignes des Rapides de Touraine :
  - Ligne 1 : Tours, Bléré...
  - Ligne 2 : Tours, Château-la-Vallière, La Flèche ;
  - Ligne 5 : Tours, Azay-le-Rideau, Chinon ;
  - Ligne 8 : Tours, Monnaie, Château-Renault...

En 1999, le Conseil général lance un appel d'offres pour son réseau Fil Vert. C'est la société Alphacars qui obtient l'exploitation du réseau Touraine Fil Vert.
Cependant, certaines lignes étaient exploitées par d'autres entreprises départementales telles que Millet Tours, Boscher, Grosbois et ce, jusqu'en août 2008.
En septembre 2008, c'est Connex Ligeria, filiale d'Indre-et-Loire du Groupe Veolia Transport, aujourd'hui Transdev (Transdev Touraine), qui se voit confier la gestion et l'exploitation du réseau Fil Vert et succède ainsi à Alphacars, devenue Keolis Touraine.
Depuis le 1er janvier 2017, la région Centre-Val de Loire est le propriétaire du réseau mais l'exploitation est toujours confiée au département d'Indre et Loire.
Le 1er septembre 2017, le réseau Touraine Fil Vert disparaîtra au profit du Réseau de mobilité interurbaine, abrégé en Rémi à la suite de la reprise de la compétence des transports interurbains par la région en application de la loi NOTRe.

## Personnel
- 371 conducteurs
- 17 personnes aux ateliers
- 27 personnes aux services administratifs

## Parc de véhicules

### Parc actuel de véhicules

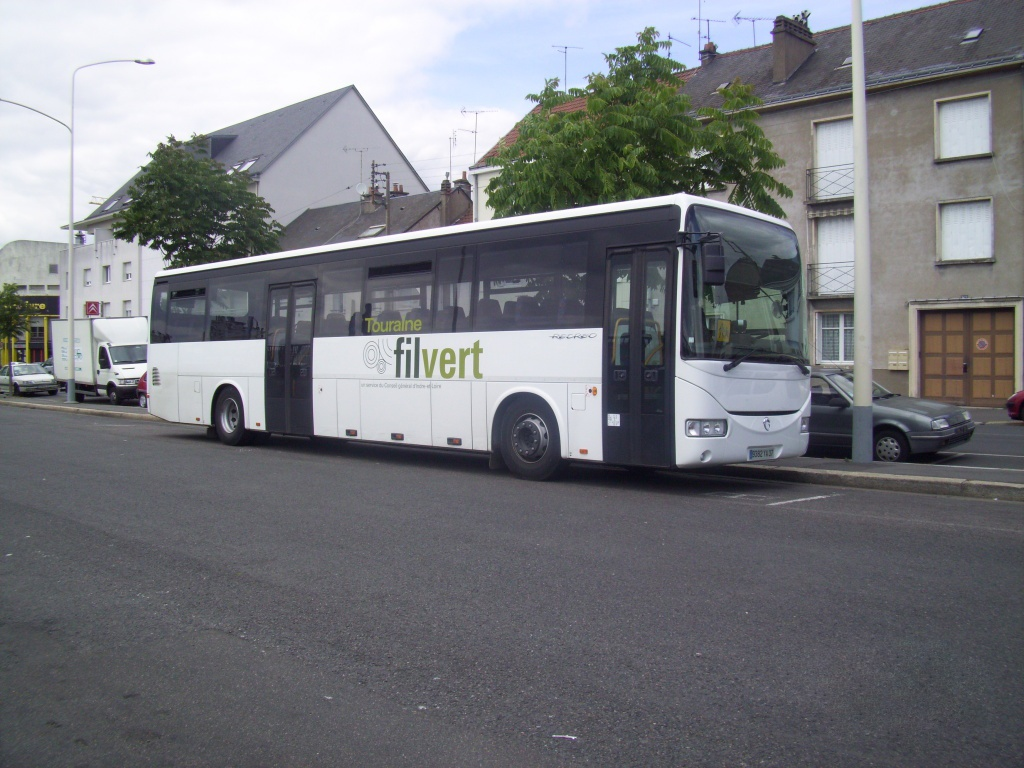
Un Irisbus New Recreo.

- Renault Arès (anciennement équipé d'une remorque pour vélo en été ; équipement réformé depuis le passage de la ligne V (Villandry - Tours) sous l'étiquette Fil Bleu)
- Irisbus Crossway (climatisé et équipé d'une rampe PMR)
- Mercedes Conecto
- Irisbus New Recreo (équipé d'un emplacement PMR)
- Irisbus Axer
- Irisbus Récréo
- Irisbus Daily

Tout le parc circule avec la livrée Touraine Fil Vert et des écrans TFT à bord.

### Parc véhicules avant Transdev

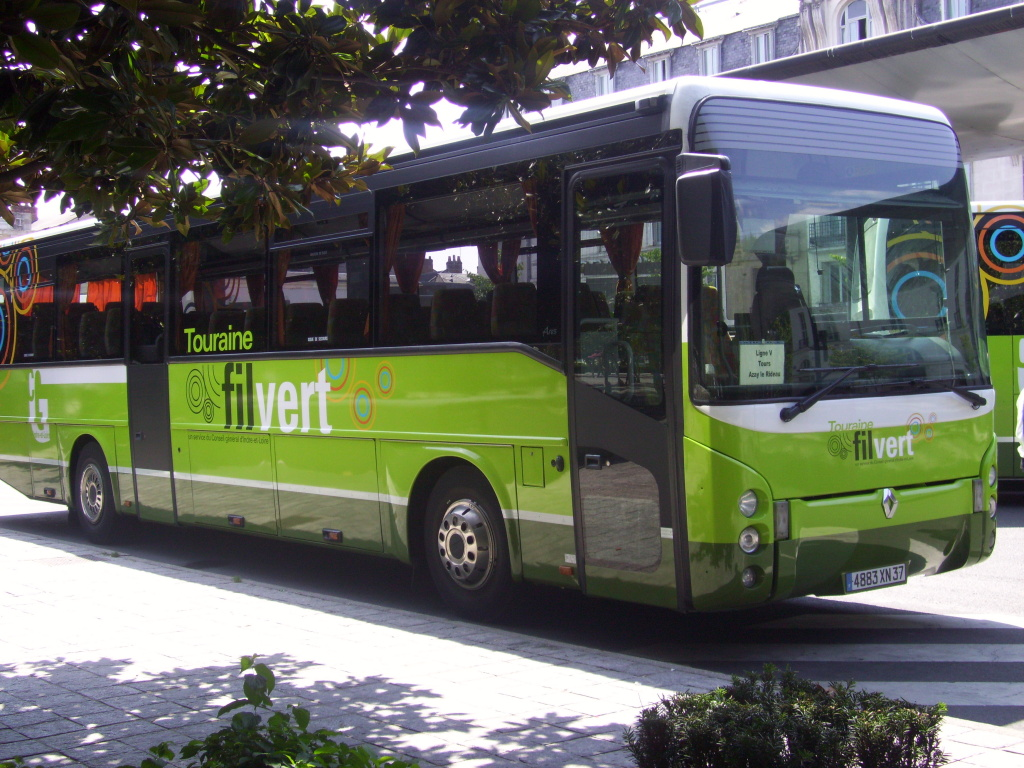
Un Renault Ares 12M.

- Setra S 215 HR
- Setra S 215 UL
- Setra S 315 UL
- Renault Tracer
- Renault FR1 E
- Renault Iliade TE
- Renault Recreo
- Renault S 53
- Irisbus Recreo I
- Irisbus Recreo II
- Mercedes Integro I
- Mercedes Conecto
- Mercedes O303

- Fast Concept Car Syter
- Fast Concept Car Starter
- Vanhool T 915 TL
- Vanhool T 915 CL
- Vanhool T 815 TL
- Vanhool T 815 CL
- Heuliez GX 57

### Dépôts
- Transdev Touraine, anciennement « Connex Ligeria », possède trois dépôts dans toute l'Indre-et-Loire qui sont situés à Tours, Château-Renault et Nazelles-Négron.

## Transporteurs
- Transdev Touraine

## Lignes du réseau
Liste des lignes au 1er septembre 2016 :
Le réseau est composé de 21 lignes régulières (8 lignes transversales, 13 lignes Axiales) et de 16 services de Transport à la demande dont 4 lignes de marché et un service de nuit.

### Lignes axiales
La veille de sa suppression, le 31 août 2017, le réseau était le suivant.

| N° | Dessertes |
| -- | --- |
| A  | Saunay — Le Ruau TER ↔ Tours — Halte Routière                                                                |
| C  | Montrichard — Place de Gaulle / Amboise — Lycées ↔ Tours — Halte Routière                                    |
| D  | Bléré — Piscine ↔ Tours — Halte Routière                                                                     |
| F  | Esvres-sur-Indre — Centre / Esvres-sur-Indre — Rue de Tours ↔ Tours — Halte Routière                         |
| G  | Preuilly-sur-Claise — Place des Halles/ Ligueil — Centre ↔ Tours — Halte Routière                            |
| H  | Sainte-Maure-de-Touraine — Carrefour des 4 routes ↔ Tours — Halte Routière                                   |
| H1 | Tournon-Saint-Pierre — Mairie / Descartes — Pierre-Ballue ↔ Tours — Halte Routière                           |
| H2 | Richelieu — Place du Cardinal ↔ Tours — Halte Routière                                                       |
| I  | Saché — Centre ↔ Tours — Halte Routière                                                                      |
| M  | Saint-Christophe-sur-le-Nais — Hilarion / Neuillé-Pont-Pierre — Avenue Louis Proust ↔ Tours — Halte Routière |
| P  | Gizeux — Centre/ Avrillé-les-Ponceaux — Saint Symphorien ↔ Tours — Halte Routière                            |
| R  | Saint-Laurent-de-Lin — Centre/ Château-la-Vallière — Place d'Armes ↔ Tours — Halte Routière                  |
| S  | Villebourg — Place de la Mairie / Épeigné-sur-Dême — Centre ↔ Tours — Halte Routière                         |

### Lignes transversales
La veille de sa suppression le 31 août 2017, le réseau était le suivant.

| N°  | Dessertes |
| --- | --- |
| IV  | Villaines-les-Rochers — Mairie ↔ Azay-le-Rideau — Gare                                                                      |
| LMC | Rilly-sur-Vienne — Mairie ↔ Amboise — Lycées                                                                                |
| N1  | Bourgueil — Collège Ronsard / Bourgueil — Le Canal - D749 ↔ Saumur — LEP Les Ardilliers                                     |
| N2  | Bourgueil — La Poste ↔ Langeais — Collège                                                                                   |
| TA  | Château-Renault — Gare SNCF/ Château-Renault — Place Jean-Jaurès ↔ Amboise — Lycées                                         |
| TC  | Descartes — Pierre-Ballue ↔ Loches — Gare / Genillé — Centre                                                                |
| TD  | Chinon — Saint Joseph ↔ Sainte-Maure-de-Touraine — Carrefour des 4 routes / Sainte-Catherine-de-Fierbois — Salle des Lisses |
| TE  | Luzé — Centre ↔ Chinon — Lycée Rabelais                                                                                     |
| TF  | Saint-Patrice — Gare ↔ Chinon — Lycée Rabelais                                                                              |

### Transport à la demande

#### Lignes de marché
| N°  | Lignes de marché                  |
| --- | --------------------------------- |
| LMB | Sainte-Maure-de-Touraine ↔ Bossée |
| LMD | Rilly-sur-Vienne ↔ Châtellerault  |
| LME | Saint-Germain-sur-Vienne ↔ Chinon |

#### Fil vert de nuit
| * | Fil vert de nuit                              |
| - | --------------------------------------------- |
| * | Montlouis-sur-Loire ↔ Véretz ↔ Larçay ↔ Tours |

#### Fil vert à la demande
| N° | Fil vert à la demande             |
| -- | --------------------------------- |
| TB | Athée-sur-Cher ↔ Bléré ↔ Amboise  |
| *  | Musée Rabelais à Seuilly ↔ Chinon |

#### Fil vert à domicile
| • | Fil vert à domicile                                                                                       |
| - | --- |
| • | Pour Aller à Chinon depuis le canton de Chinon (ce service est destiné aux personnes handicapées).        |
| • | Pour Aller à Château-Renault depuis la communauté de communes du Castelrenaudais.                         |
| • | Pour Aller à Loches depuis la communauté de communes de Montrésor.                                        |
| • | Pour Aller à Château-la-Vallière et à Savigné-sur-Lathan depuis le canton de Château-la-Vallière.         |
| • | Pour Aller à Langeais et à Savigné-sur-Lathan depuis la communauté de communes Touraine Nord-Ouest.       |
| • | Pour Aller à Bourgueil et à la Gare de Port-Boulet depuis la communauté de communes du pays de Bourgueil. |
| • | Pour Aller à Richelieu et à Chaveignes depuis la communauté de communes du pays de Richelieu.             |
| • | Pour Aller à L'Île-Bouchard depuis la communauté de communes du Bouchardais.                              |
| • | Abilly ↔ La Celle-Guenand ↔ Descartes ↔ Saint-Flovier ↔ Loches ↔ Le Grand-Pressigny ↔ Preuilly-sur-Claise |

## Communes desservies
Plus de 181 communes du département sont desservies par le réseau Touraine Fil Vert :
- Abilly ;
- Ambillou ;
- Amboise ;
- Anché ;
- Antogny-le-Tillac ;
- Artannes-sur-Indre ;
- Athée-sur-Cher ;
- Autrèche ;
- Auzouer-en-Touraine ;
- Avrillé-les-Ponceaux ;
- Azay-le-Rideau ;
- Azay-sur-Cher ;
- Barrou ;
- Beaumont-la-Ronce ;
- Benais ;
- Berthenay ;
- Betz-le-Château ;
- Bléré ;
- Bossée ;
- Bourgueil ;
- Bournan ;
- Braslou ;
- Braye-sous-Faye ;
- Braye-sur-Maulne ;
- Brèches ;
- Brizay ;
- Bueil-en-Touraine ;
- Cerelles ;
- Chambon ;
- Chambray-lès-Tours ;
- Champigny-sur-Veude ;
- Chançay ;
- Channay-sur-Lathan ;
- Charentilly ;
- Charnizay ;
- Château-la-Vallière ;
- Château-Renault ;
- Châtellerault ;
- Chaveignes ;
- Cheillé dont La Chapelle Saint Blaise ;
- Chemillé-sur-Dême ;
- Chenonceaux ;
- Chinon ;
- Chissay-en-Touraine ;
- Chisseaux ;
- Cinq-Mars-la-Pile ;
- Ciran ;
- Civray-de-Touraine ;
- Civray-sur-Esves ;
- Cléré-les-Pins ;
- Continvoir ;
- Couesmes ;
- Courcelles-de-Touraine ;
- Courcoué ;
- Couziers ;
- Crotelles ;
- Crouzilles ;
- Cussay ;
- Dame-Marie-les-Bois ;
- Descartes ;
- Draché ;
- Épeigné-sur-Dême ;
- Esves-le-Moutier ;
- Esvres ;
- Ferrière-Larçon ;
- Fondettes ;
- Genillé ;
- Gizeux ;
- Hommes ;
- L'Île-Bouchard ;
- Ingrandes-de-Touraine ;
- Joué-lès-Tours ;
- La Celle-Guenand ;
- La Celle-Saint-Avant ;
- La Chapelle-Blanche-Saint-Martin ;
- La Croix-en-Touraine ;
- La Guerche ;
- La Membrolle-sur-Choisille ;
- La Riche ;
- La Roche-Clermault ;
- La Roche-Posay ;
- La Tour-Saint-Gelin ;
- La Ville-aux-Dames ;
- Langeais ;
- Larçay ;
- Le Grand-Pressigny ;
- Le Louroux ;
- Le Petit-Pressigny ;
- Leigné-sur-Usseau ;
- Lémeré ;
- Lerné ;
- Lignières-de-Touraine ;
- Ligré ;
- Ligueil ;
- Loches ;
- Louans ;
- Louestault ;
- Lublé ;
- Lussault-sur-Loire ;
- Luzé ;
- Maillé ;
- Manthelan ;
- Marcé-sur-Esves ;
- Marcilly-sur-Maulne ;
- Marcilly-sur-Vienne ;
- Marigny-Marmande ;
- Mazières-de-Touraine ;
- Mondion ;
- Monnaie ;
- Montbazon ;
- Montlouis-sur-Loire ;
- Montrichard ;
- Monts ;
- Morand ;
- Mouzay ;
- Nazelles-Négron ;
- Neuillé-le-Lierre ;
- Neuillé-Pont-Pierre ;
- Neuvy-le-Roi ;
- Noizay ;
- Nouâtre ;
- Noyant-de-Touraine ;
- Paulmy ;
- Pernay ;
- Pocé-sur-Cisse ;
- Pont-de-Ruan ;
- Ports ;
- Pouzay ;
- Preuilly-sur-Claise ;
- Pussigny ;
- Razines ;
- Restigné ;
- Reugny ;
- Richelieu
- Rillé ;
- Rilly-sur-Vienne ;
- Rivière ;
- Rochecorbon ;
- Rouziers-de-Touraine ;
- Saché ;
- Saint-Antoine-du-Rocher ;
- Saint-Avertin ;
- Saint-Benoît-la-Forêt ;
- Saint-Branchs ;
- Saint-Christophe-sur-le-Nais ;
- Saint-Cyr-sur-Loire ;
- Saint-Épain ;
- Saint-Flovier ;
- Saint-Genouph ;
- Saint-Germain-sur-Vienne ;
- Saint-Laurent-de-Lin ;
- Saint-Michel-sur-Loire ;
- Saint-Nicolas-de-Bourgueil ;
- Saint-Nicolas-des-Motets ;
- Saint-Ouen-les-Vignes ;
- Saint-Paterne-Racan ;
- Saint-Patrice ;
- Saint-Pierre-des-Corps ;
- Saint-Quentin-sur-Indrois ;
- Saint-Roch ;
- Saint-Senoch ;
- Sainte-Catherine-de-Fierbois ;
- Sainte-Maure-de-Touraine ;
- Saumur ;
- Saunay ;
- Savigné-sur-Lathan ;
- Savonnières ;
- Sazilly ;
- Séligny, commune de Antogny-le-Tillac ;
- Semblançay ;
- Sepmes ;
- Seuilly ;
- Sorigny ;
- Sonzay ;
- Souvigné ;
- Sublaines ;
- Tavant ;
- Thilouze ;
- Thizay ;
- Tournon-Saint-Pierre ;
- Tours ;
- Trogues ;
- Usseau (Vienne) ;
- Vallères ;
- Varennes ;
- Veigné ;
- Véretz ;
- Verneuil-le-Château ;
- Verneuil-sur-Indre ;
- Vernou-sur-Brenne ;
- Villaines-les-Rochers ;
- Villandry ;
- Villebourg ;
- Villedômer ;
- Villeperdue ;
- Villiers-au-Bouin ;
- Vou ;
- Vouvray ;
- Yzeures-sur-Creuse.